# Prémio Satellite de melhor ator em série musical ou de comédia
O Prémio Satellite de melhor ator em série musical ou de comédia é entregue anualmente desde do ano de 1997.

## 1990s
| Ano  | Vencedores e Indicados | Serie                  | Personagem                |
| ---- | ---------------------- | ---------------------- | ------------------------- |
| 1996 | John Lithgow           | 3rd Rock from the Sun  | Dick Solomon              |
| 1996 | Michael J. Fox         | Spin City              | Mike Flaherty             |
| 1996 | Michael Richards       | Seinfeld               | Cosmo Kramer              |
| 1996 | Garry Shandling        | The Larry Sanders Show | Larry Sanders             |
| 1996 | Rip Torn               | The Larry Sanders Show | Arthur                    |
| 1997 | Kelsey Grammer         | Frasier                | Frasier Crane             |
| 1997 | Tim Allen              | Home Improvement       | Tim Taylor                |
| 1997 | Drew Carey             | The Drew Carey Show    | Drew Carey                |
| 1997 | Michael J. Fox         | Spin City              | Mike Flaherty             |
| 1997 | Garry Shandling        | The Larry Sanders Show | Larry Sanders             |
| 1998 | Drew Carey             | The Drew Carey Show    | Drew Carey                |
| 1998 | Michael J. Fox         | Spin City              | Mike Flaherty             |
| 1998 | Kelsey Grammer         | Frasier                | Frasier Crane             |
| 1998 | John Lithgow           | 3rd Rock from the Sun  | Dick Solomon              |
| 1998 | Paul Reiser            | Mad About You          | Paul Buchman              |
| 1999 | Jay Mohr               | Action                 | Peter Dragon              |
| 1999 | Ted Danson             | Becker                 | John Becker               |
| 1999 | Thomas Gibson          | Dharma & Greg          | Gregory "Greg" Montgomery |
| 1999 | Eric McCormack         | Will & Grace           | Will Truman               |
| 1999 | David Hyde Pierce      | Frasier                | Niles Crane               |

## 2000s
| Ano  | Vencedores e Indicados | Serie                             | Personagem          |
| ---- | ---------------------- | --------------------------------- | ------------------- |
| 2000 | Frankie Muniz          | Malcolm in the Middle             | Malcolm             |
| 2000 | Robert Guillaume       | Sports Night                      | Isaac Jaffe         |
| 2000 | Sean Hayes             | Will & Grace                      | Jack McFarland      |
| 2000 | Stacy Keach            | Titus                             | Ken Titus           |
| 2000 | John Mahoney           | Frasier                           | Martin Crane        |
| 2001 | Kelsey Grammer         | Frasier                           | Frasier Crane       |
| 2001 | Thomas Cavanagh        | Ed                                | Edward "Ed" Stevens |
| 2001 | Eric McCormack         | Will & Grace                      | Will Truman         |
| 2001 | Ray Romano             | Everybody Loves Raymond           | Raymond Barone      |
| 2001 | George Segal           | Just Shoot Me!                    | Jack Gallo          |
| 2002 | Bernie Mac             | The Bernie Mac Show               | Bernie McCullough   |
| 2002 | Matt LeBlanc           | Friends                           | Joey Tribbiani      |
| 2002 | Eric McCormack         | Will & Grace                      | Will Truman         |
| 2002 | John C. McGinley       | Scrubs                            | Perry Cox           |
| 2002 | Damon Wayans           | My Wife and Kids                  | Michael Kyle        |
| 2003 | Bernie Mac             | The Bernie Mac Show               | Bernie McCullough   |
| 2003 | Sacha Baron Cohen      | Da Ali G Show                     | Ali G               |
| 2003 | Bryan Cranston         | Malcolm in the Middle             | Hal                 |
| 2003 | Larry David            | Curb Your Enthusiasm              | Larry David         |
| 2003 | Eric McCormack         | Will & Grace                      | Will Truman         |
| 2003 | Tony Shalhoub          | Monk                              | Adrian Monk         |
| 2003 | Damon Wayans           | My Wife and Kids                  | Michael Kyle        |
| 2004 | Jason Bateman          | Arrested Development              | Michael Bluth       |
| 2004 | Zach Braff             | Scrubs                            | John "J.D." Dorian  |
| 2004 | Larry David            | Curb Your Enthusiasm              | Larry David         |
| 2004 | Bernie Mac             | The Bernie Mac Show               | Bernie McCullough   |
| 2004 | Damon Wayans           | My Wife and Kids                  | Michael Kyle        |
| 2005 | Jason Bateman          | Arrested Development              | Michael Bluth       |
| 2005 | Stephen Colbert        | The Colbert Report                | Stephen Colbert     |
| 2005 | Kevin Connolly         | Entourage                         | Eric Murphy         |
| 2005 | Jason Lee              | My Name Is Earl                   | Earl J. Hickey      |
| 2005 | James Spader           | Boston Legal                      | Alan Shore          |
| 2005 | Tony Shalhoub          | Monk                              | Adrian Monk         |
| 2005 | Damon Wayans           | My Wife and Kids                  | Michael Kyle        |
| 2006 | James Spader           | Boston Legal                      | Alan Shore          |
| 2006 | Stephen Colbert        | The Colbert Report                | Stephen Colbert     |
| 2006 | Steve Carell           | The Office                        | Michael Scott       |
| 2006 | Ted Danson             | Help Me Help You                  | Bill Hoffman        |
| 2006 | Jason Lee              | My Name Is Earl                   | Earl J. Hickey      |
| 2006 | James Roday            | Psych                             | Shawn Spencer       |
| 2007 | Stephen Colbert        | The Colbert Report                | Stephen Colbert     |
| 2007 | Alec Baldwin           | 30 Rock                           | Jack Donaghy        |
| 2007 | Steve Carell           | The Office                        | Michael Scott       |
| 2007 | Ricky Gervais          | Extras                            | Andy Millman        |
| 2007 | Zachary Levi           | Chuck                             | Chuck Bartowski     |
| 2007 | Lee Pace               | Pushing Daisies                   | Ned                 |
| 2008 | Justin Kirk            | Weeds                             | Andy Botwin         |
| 2008 | Alec Baldwin           | 30 Rock                           | Jack Donaghy        |
| 2008 | Danny DeVito           | It's Always Sunny in Philadelphia | Frank Reynolds      |
| 2008 | David Duchovny         | Californication                   | Hank Moody          |
| 2008 | Jonny Lee Miller       | Eli Stone                         | Eli Stone           |
| 2008 | Lee Pace               | Pushing Daisies                   | Ned                 |
| 2009 | Matthew Morrison       | Glee                              | Will Schuester      |
| 2009 | Alec Baldwin           | 30 Rock                           | Jack Donaghy        |
| 2009 | Jemaine Clement        | Flight of the Conchords           | Jemaine Clemaine    |
| 2009 | Stephen Colbert        | The Colbert Report                | Stephen Colbert     |
| 2009 | Danny McBride          | Eastbound & Down                  | Kenny Powers        |
| 2009 | Jim Parsons            | The Big Bang Theory               | Sheldon Cooper      |

## Anos 2010
| Ano  | Vencedores e Indicados | Serie                             | Personagem             |
| ---- | ---------------------- | --------------------------------- | ---------------------- |
| 2010 | Alec Baldwin           | 30 Rock                           | Jack Donaghy           |
| 2010 | Steve Carell           | The Office                        | Michael Scott          |
| 2010 | Thomas Jane            | Hung                              | Ray Drecker            |
| 2010 | Danny McBride          | Eastbound & Down                  | Kenny Powers           |
| 2010 | Matthew Morrison       | Glee                              | Will Schuester         |
| 2010 | Jim Parsons            | The Big Bang Theory               | Sheldon Cooper         |
| 2011 | Louis C.K.             | Louie                             | Louie                  |
| 2011 | Martin Clunes          | Doc Martin                        | Dr. Martin Ellingham   |
| 2011 | Charlie Day            | It's Always Sunny in Philadelphia | Charlie Kelly          |
| 2011 | Matt LeBlanc           | Episodes                          | Matt LeBlanc           |
| 2011 | Joel McHale            | Community                         | Jeff Winger            |
| 2011 | Elijah Wood            | Wilfred                           | Ryan Newman            |
| 2012 | Johnny Galecki         | The Big Bang Theory               | Leonard Hofstadter     |
| 2012 | Will Arnett            | Up All Night                      | Chris Brinkley         |
| 2012 | Don Cheadle            | House of Lies                     | Marty Kaan             |
| 2012 | Louis C.K.             | Louie                             | Louie                  |
| 2012 | Joel McHale            | Community                         | Jeff Winger            |
| 2012 | Jim Parsons            | The Big Bang Theory               | Sheldon Cooper         |
| 2013 | John Goodman           | Alpha House                       | Gil John Biggs         |
| 2013 | Jake Johnson           | New Girl                          | Nick Miller            |
| 2013 | Jim Parsons            | The Big Bang Theory               | Sheldon Cooper         |
| 2013 | James Corden           | The Wrong Mans                    | Phil Bourne            |
| 2013 | Don Cheadle            | House of Lies                     | Marty Kaan             |
| 2013 | Andre Braugher         | Brooklyn Nine-Nine                | Detetive Jake Peralta  |
| 2013 | Mathew Baynton         | The Wrong Mans                    | Sam Pinkett            |
| 2014 | Jeffrey Tambor         | Transparent                       | Maura Pfefferman       |
| 2014 | Louis C.K.             | Louie                             | Louie                  |
| 2014 | John Goodman           | Alpha House                       | Senator Gil John Biggs |
| 2014 | William H. Macy        | Shameless                         | Frank Gallagher        |
| 2014 | Thomas Middleditch     | Silicon Valley                    | Richard Hendriks       |
| 2014 | Jim Parsons            | The Big Bang Theory               | Sheldon Cooper         |
| 2015 | Jeffrey Tambor         | Transparent                       | Maura Pfefferman       |
| 2015 | Louis C.K.             | Louie                             | Louie                  |
| 2015 | Will Forte             | The Last Man on Earth             | Phil Miller            |
| 2015 | Colin Hanks            | Life in Pieces                    | Greg Short             |
| 2015 | Chris Messina          | The Mindy Project                 | Dr. Danny Castellano   |
| 2015 | Thomas Middleditch     | Silicon Valley                    | Richard Hendriks       |